# Liste de jeux vidéo South Park

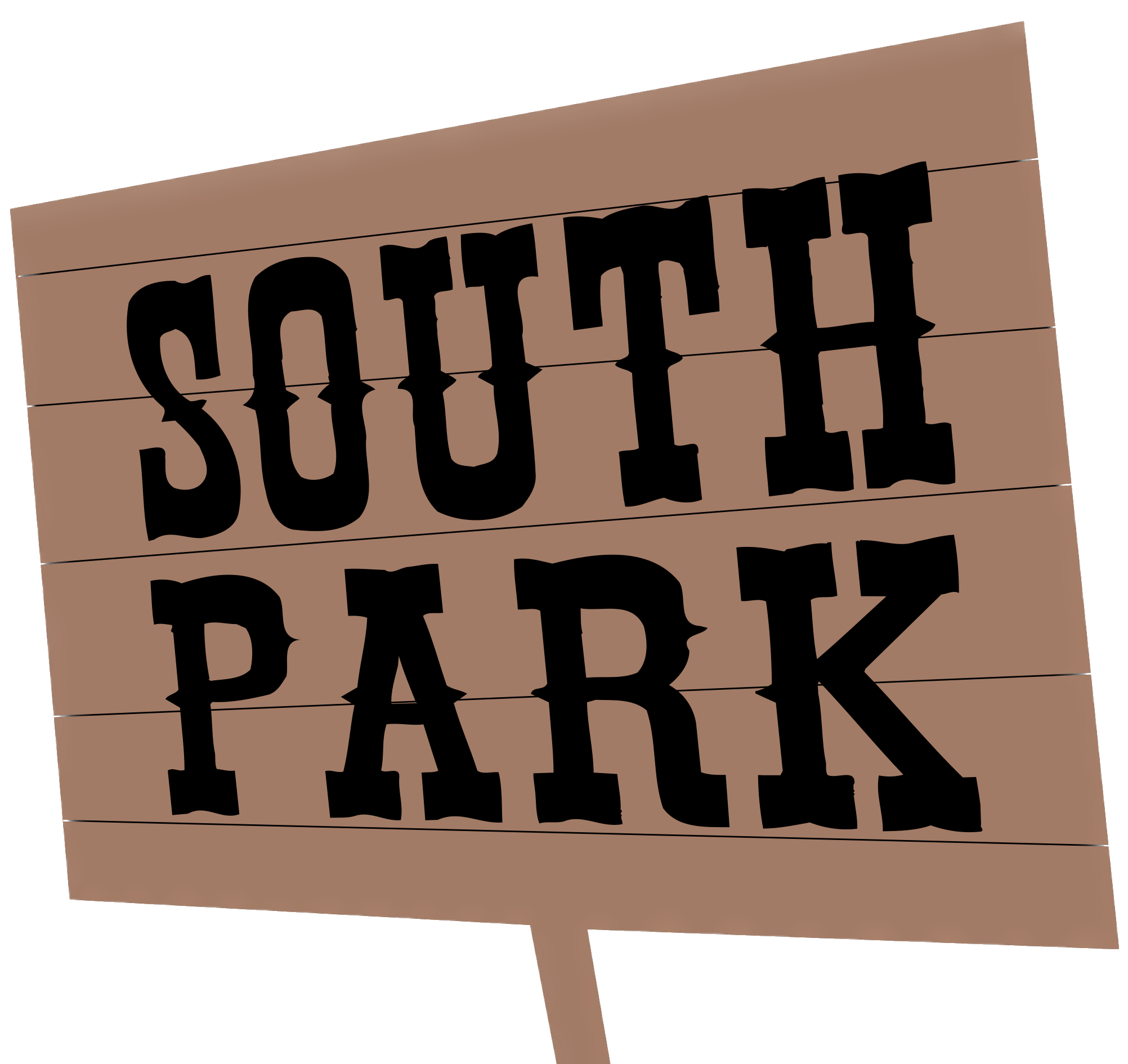
Logo de la série originale.

La série d'animation américaine South Park est adaptée en de nombreux jeux vidéo de tous thèmes, principalement sur consoles de salon. Cette série de jeux vidéo démarre initialement après l'acquisition de la licence de South Park par la société Acclaim en 1998 avec un jeu vidéo homonyme sur Nintendo 64, et Microsoft Windows et PlayStation en 1999. Il suivra ensuite de deux autres jeux vidéo South Park: Chef's Luv Shack et South Park Rally jusqu'en 2000.
En 2007, Microsoft et Doublesix reprennent la licence pour faire paraître South Park: Let's Go Tower Defense Play! en 2009, en téléchargement payant sur Xbox Live Arcade. En 2012 sort South Park: Tenorman's Revenge sur Xbox Live Arcade. Obsidian fait, par la suite, paraître le jeu vidéo de type RPG intitulé South Park : Le Bâton de la vérité le 4 mars 2014 en Amérique du Nord et le 6 mars en Europe sur PlayStation 3, Xbox 360 et Windows. South Park : L'Annale du Destin est prévu pour sortir le 6 décembre 2016 sur PlayStation 4, Xbox One et Windows.
À la suite de la cession des droits de la série à Comedy Central, les créateurs Trey Parker et Matt Stone ne peuvent initialement choisir le studio qui adapte la série en jeu vidéo. Mais devant l'abus de l'utilisation de la licence pour toutes sortes de merchandising, les deux auteurs expriment leur mécontentements et expliquent détester tous les jeux basés sur la série édités par Acclaim.